# Life Is Nice
Life Is Nice es una película independiente estadounidense de 1991 escrita, producida, dirigida y protagonizada por Forest Wise. Entre su desconocido reparto actoral resalta el nombre de Steve Buscemi, aún desconocido en ese entonces. El periódico Los Angeles Times escribió que la película es "casi tan tediosa como lo es posible".

## Sinopsis
Ambientada en las afueras de Los Ángeles, Life Is Nice trata sobre la vida de dos vagos, Josh (Forest) y Silo (Mike Dytri), y su relación con la novia que comparten, Clara (Kia Collin).